# Ueki Emori
Ueki Emori est un nom japonais traditionnel ; le nom de famille (ou le nom d'école), Ueki, précède donc le prénom (ou le nom d'artiste).
Ueki Emori (植木 枝盛, 14 février 1857 - 23 janvier 1892) est un démocrate révolutionnaire japonais actif dans le mouvement pour la liberté et les droits du peuple.
Ueki est le fils d'un samouraï de rang intermédiaire du district de Tosa dans la préfecture de Kōchi. Inspiré par Itagaki Taisuke, il s'engage dans le mouvement Jiyūtō. En 1875, il est emprisonné dans le cadre de la législation sur la presse pour avoir écrit un article critiquant le gouvernement. Après sa libération, il écrit un article « La liberté vaut la peine d'être achetée de son propre sang ». En 1881, il écrit « Projet privé de Constitution du Japon », qui justifie le renversement d'un gouvernement oppressif.
En 1882, Ueki se rend à Fukushima en août et septembre à l'invitation de la branche locale du Jiyūtō pour aider à mettre en place le Fukushima Jiyū Shimbun, le journal local du parti, avant de rentrer à Tokyo pour remplacer Baba Tatsui dans le journal central du parti, le Jiyū Shimbun.

## Traductions françaises
- Ueki Emori (trad. par N. Mollard), "De la nécessité d'accorder l'indépendance aux Ryûkyû", in Japon colonial, 1880-1930. Les voix de la dissension éd. par P.-F. Souyri (Paris, 2014), p. 29-31